# Ernst Maria Ferdinand von Bissingen
Ernst Maria Ferdinand von Bissingen (* 16. Juli 1750 in Konstanz; † 12. März 1820 in Vác) war der letzte Weihbischof im Bistum Konstanz.

## Leben
Er war der Sohn des Grafen Cajetan Leopold von Bissingen und dessen Ehefrau Maria Amalia Lucia, Gräfin von Spaur. Von 1766 bis 1769 studierte von Bissingen beiderlei Rechte (Zivilrecht und Kirchenrecht) in Würzburg, danach Dogmatik und Moraltheologie am Lyzeum in Konstanz. 1769 wurde er Konstanzer Dompräbendar. Am 26. April 1778 empfing er die Priesterweihe. Ernst Maria Ferdinand von Bissingen war von 1778 bis 1802 Generalvikar in Konstanz und Präsident des Geistlichen Rats. Von 1789 bis 1814 war er Domdekan des Konstanzer Münsters.
Papst Pius VII. ernannte ihn am 23. Dezember 1801 zum Titularbischof von Iasus und bestellte ihn zum Weihbischof in Konstanz. Die Bischofsweihe spendete ihm am 28. März 1802 in Meersburg der ehemalige Bischof von Riez, François de Clugny. Bis zum 24. April 1813 amtierte von Bissingen als letzter Weihbischof im Bistum Konstanz. Danach war er bis zu seinem Tod Dompropst in Vác.